# Castel San Giovanni
Castel San Giovanni – miejscowość i gmina we Włoszech, w regionie Emilia-Romania, w prowincji Piacenza.
Według danych na rok 2004 gminę zamieszkuje 11 908 osób, 270,6 os./km².
W miejscowości urodził się kardynał Agostino Casaroli, watykański Sekretarz Stanu w latach 1979-90.

## Miasta partnerskie
- Slunj, Chorwacja